# Krasni (Moldavanskoye)
Krasni (del ruso: Красный) es un jútor del raión de Krymsk del krai de Krasnodar, en Rusia. Está situado en las vertientes septentrionales del extremo de poniente del Cáucaso Occidental, a orillas del río Kudako, afluente del Adagum, de la cuenca del Kubán, 14 km al noroeste de Krymsk y 94 km al oeste de Krasnodar. Tenía 123 habitantes en 2010
Pertenece al municipio Moldavanskoye.